# Terquemula
Terquemula is een geslacht van uitgestorven kreeftachtigen uit de klasse van de Ostracoda (mosselkreeftjes).

## Soorten
- Terquemula acutiplicata (Jones & Sherborn, 1888) Bate, 1978 †
- Terquemula bradiana (Jones, 1884) Bate, 1978 †
- Terquemula elegans Depeche, 1984 †
- Terquemula fuhrbergensis (Triebel, 1951) Brand, 1990 †
- Terquemula goldbergi Rosenfeld & Gerry, 1987 †
- Terquemula gublerae (Bizon, 158) Rosenfeld & Gerry, 1987 †
- Terquemula labyrinthica Malz in Blaszyk & Malz, 1965 †
- Terquemula martini (Bizon, 1958) Rosenfeld & Honig, 1987 †
- Terquemula memorabilis (Luebimova, 1956) Permyakova, 1978 †
- Terquemula multicostata (Oertli, 1957) Schudack (U), 1994 †
- Terquemula parallela Blaszyk, 1965 †
- Terquemula robusta Sheppard, 1981 †
- Terquemula septicostata (Bate, 1967) Malz, 1985 †